# Darksiders (serie)
Darksiders es una franquicia de videojuegos de acción y aventuras, y hack and slash creada por Vigil Games, ahora desarrollada por Gunfire Games, que consiste en algunos de los miembros originales de Vigil. La serie se desarrolla en una Tierra posapocalíptica, donde la humanidad se ha extinguido y los ángeles y los demonios luchan por el control del mundo. Entre ellos se encuentran los Cuatro Jinetes del Apocalipsis, los últimos de los Nephilim que tienen la tarea de equilibrar el orden.

## Videojuegos

### Darksiders (2010)
La primera entrega de la franquicia, Darksiders 1 se lanzó en el año 2010 para PlayStation 3, Xbox 360 y Microsoft Windows. Originalmente ambientada en la actualidad, estalla una guerra entre el cielo y el infierno. Guerra, uno de los Cuatro Jinetes del Apocalipsis se encuentra en la Tierra en medio de la batalla. Después de que Guerra es asesinado en la batalla, el Consejo carbonizado lo culpa por destruir el equilibrio y comenzar el apocalipsis. Guerra promete encontrar al verdadero responsable, por lo que es enviado de regreso a la Tierra, donde han pasado 100 años, en su búsqueda para encontrarlos.
Una versión mejorada, titulado Darksiders: Warmastered Edición, publicado por Nordic Games, fue lanzado el 22 de noviembre de 2016 para PlayStation 4 y Xbox One, y Microsoft Windows el 29 de noviembre de 2016, y el 23 de mayo de 2017 para Wii U. Se lanzó en Nintendo Switch el 2 de abril de 2019.

### Darksiders II (2012)
La segunda entrega de la franquicia es paralela al primer videojuego, Darksiders II lanzado en 2012 para Microsoft Windows, PlayStation 3, Wii U y Xbox 360, esta vez con el protagonista Muerte, el segundo de los Cuatro Jinetes del Apocalipsis. Creyendo que su hermano Guerra es inocente de sus crímenes, Muerte se propone borrar el crimen por el que se culpó a Guerra y tratar de resucitar a la humanidad.
Una versión mejorada, titulada Darksiders II: The Deathinitive Edition, se lanzó el 27 de octubre de 2015 para PlayStation 4 y Xbox One, y el 5 de noviembre para Microsoft Windows. Fue publicado por Nordic Games, que había adquirido los derechos de la franquicia Darksiders tras la quiebra de THQ.

### Darksiders III (2018)
La tercera entrega de la franquicia y la secuela paralela de sus predecesores, Darksiders III, se lanzó el 27 de noviembre de 2018 para Microsoft Windows, PlayStation 4 y Xbox One. El jugador asume el papel de Furia, la tercera de los Cuatro Jinetes del Apocalipsis. Nuevamente en paralelo con los dos primeros juegos, Furia es enviada en una búsqueda para destruir todos los Siete Pecados Capitales.

### Darksiders Génesis (2019)
Una precuela derivada de la serie principal, Darksiders Génesis es un videojuego de rol de que sigue al cuarto y último jinete, Conquista, quien junto a su hermano Guerra, está llamado a salvar a la humanidad de una destrucción segura a manos de Lucifer. El juego fue anunciado el 6 de junio de 2019 por THQ Nordic y estará disponible en PlayStation 4, Xbox One, Microsoft Windows, Nintendo Switch y Google Stadia. A diferencia de los juegos de la serie principal, Génesis es desarrollado por Airship Syndicate, que desarrolló previamente Battle Chasers: Nightwar, y forma parte de algunos de los desarrolladores originales de Vigil Games.

## Jugabilidad
Los juegos de Darksiders cuentan con un estilo de juego de acción de «Hack and slash» (cortar y destripar). Los jugadores toman el control de uno de los Cuatro Jinetes del Apocalipsis, desde una perspectiva en tercera persona, cada uno de los cuales ofrece estilos y equipos de juego únicos. En el primer juego, el método de lucha de Guerra es usar una espada de dos manos llamada Devora-Caos, aunque durante todo el juego el jugador puede equipar varios otros artículos, incluyendo una guadaña y un revólver. En Darksiders II, Muerte usa dos guadañas como su arma característica, y en Darksiders III, Furia usa un látigo y magia para derribar a sus enemigos.
A pesar de esto, la jugabilidad general entre los juegos es similar, ya que los jugadores tienen un mundo abierto para explorar, tienen que resolver varios acertijos para ayudarlos a progresar. Los jugadores pueden encontrar cofres que contienen almas de los muertos que pueden usar para comprar varios artículos y mejoras. El juego tiene un pequeño énfasis en las peleas de jefes, donde los jugadores necesitan aprender su punto débil para hacer grandes cantidades de daño. Los jugadores también pueden explorar el mundo abierto utilizando los propios caballos de los protagonistas, el de Guerra se llama Ruina, el de Muerte se llama Desesperación y el de Furia se llama Masacre.

## Medios relacionados
El creador de Darksiders, Joe Madureira, expresó interés en una posible serie de historietas y una adaptación cinematográfica para la serie. Según los informes, Madureira había estado trabajando en un guion, que tenía la intención de vender sus derechos a un estudio de Hollywood. Una novela de precuela ambientada antes de los eventos de Darksiders y Darksiders II titulada Darksiders: La abominación del refugio fue lanzada en el año 2012.